# اپی ژنتیک رفتاری

## تعریف
اپی ژنتیک رفتاری
شاخه ای است که به بررسی نقش اپی ژنتیک در شکل گیری رفتارهای انسان ها و حیوانات می پردازد و بیان می کند چطور پرورش و روند زندگی روی ژنتیک و وراثت افراد تاثیر می گذارد. منظور از روند زندگی تقریبا همه ی چیزهایی است که در طول زندگی افراد رخ می دهد مثل فعالیت های اجتماعی ، رژیم غذایی و برخورد با مواد سمی . اپی ژنتیک رفتاری در پی آن است که قالبی ارائه دهد که چطور بیان ژن ها با تحت تاثیر محیط تغییر می کند و این تغییرات نمود رفتاری ، شناختی ، شخصیتی و سلامت روان دارد. 
این تغییرات اپی ژنتیکی فراتر از بیان ژن و تغییرات روی سکانس های DNA است و شامل تغییرات هیستون ها (پروتئین هایی که DNA دور آنها می پیچد) و متیلاسیون DNA می باشد. تغییرات اپی ژنتیکی روی رشد نورون ها در تکوین مغز و همچنین تغییرات و فعالیت نورون ها در مغز بزرگسالان تاثیر می گذارد. بنابراین مجموعه این تغییرات در ساختار و عملکرد نورون ها تاثیر بسزایی که رفتار فرد خواهد داشت.

## تحقیقات آغازین
اولین پژوهش مستند در این باره توسط مایکل مینی و مش زیف در دانشگاه مک گیل مونت رِئال در سال ۲۰۰۴ انجام شد. آن ها کشف کردند که نوع و مقدار تغذیه ای که رت مادر در اوایل طفولیت برای زاده اش فراهم می کند؛ میزان پاسخ به استرس فرد را در آینده تعیین می کند. این حساسیت به استرس مرتبط با تنظیم کاهشی بیان ژن رسپتور گلوکوکورتیکویید در مغز می باشد. در واقع علت این تنظیم کاهشی، وسعت متیلاسیون در ناحیه پروموتر ژن رسپتور گلوکوکورتیکویید است. بلافاصله بعد از تولد مینی و زیف متوجه شدند که گروه های متیل ژن رسپتور گلوکوکورتیکویید را در تمام زاده ها سرکوب کرده اند. بطوریکه زن ها قابلیت باز شدن از هیستون ها و رونویسی شدن را ندارند و در نتیجه پاسخ به استرس کاهش می یابد. عادت های غذایی رت مادر منجر به فعالسازی مسیر های سیگنالینگ استرس شد که متعاقبا گروه های متیل از روی DNA برداشته شد. این اتفاق ژن های بسیار پیچیده را آزاد می کند تا برای رونوشت برداری در دسترس باشد. ژن گلوکوکورتیکویید فعال شده و پاسخ به استرس کاهش می یابد. زاده های رت که تغذیه کمتر و ناکافی دریافت می کنند؛ در برابر استرس های مختلف حساسیت بیشتری دارند. این کار در جوندگان قابل تعمیم در انسان نیست چون امکان بیوپسی مغزی برای بررسی مقادیر متیلاسیون وجود ندارد. همچنین متیلاسیون و تغییرات اپی ژنتیکی دیگر در بروز رفتارها و ناهنجاری های مختلف تاثیر دارد که بررسی می کنیم.

## انواع اختلالات رفتاری
اعتیاد به مواد مخدر 
تاثیرات محیطی و اپی ژنتیکی در کنار هم ریسک اعتیاد را افزایش می دهند. حتی مصرف کوتاه مدت مواد مخدر  تغییرات اپی ژنتیکی پایداری را توسط متیلاسیون DNA و تغییرات هیستونی در مغز جوندگان به جای می‌گذارد. مواد مختلف مثل اتانول، نیکوتین ، کوکائین ، آمفتامین ، متامفتامین و افیون ها در جوندگان بررسی شده است. مخصوصا این تغییرات ژنتیکی بیان ژن را تغییر می دهند به طوری که آسیب پذیری فرد را با مصرف پی در پی و بیش از حد، افزایش می دهد. در نتیجه مصرف بیشتر مواد مخدر منجر به تغییرات اپی ژنتیکی بیشتر در سایر مشتقات سیستم پاداش مغزی جوندگان می شود. در نتیجه تغییرات سیستم پاداش ذهنی منجر به تغییرات نورونی و رفتاری طولانی مدت و پایدار می شود که خود باعث افزایش اعتیاد، پایداری آن و عود اعتیاد می گردد.
اختلالات تغذیه و چاقی 
تغییرات اپی ژنتیکی می تواند در پیشرفت و ماندگاری اختلالات تغذیه از طریق تأثیرات محیط اولیه یا در طول زندگی نقش داشته باشد. تغییرات اپی ژنتیکی قبل از تولد جنین بر اثر استرس مادر، رفتار و تغذیه او زاده ها را مستعد اضطراب همیشگی و شدید و اختلالات آرامش می کند. اختلالات اضطرابی می تواند شروع اختلالات تغذیه ای و چاقی شود. 

اسکیزوفرنی
تغییرات اپی ژنتیکی از جمله هایپومتیلاسیون ژن‌های گلوتاماترژیک (یعنی ژن NR3B زیرواحد گیرنده NMDA وGRIA2 ژن زیرواحد گیرنده AMPA) در مغز پس از مرگ افراد مبتلا به اسکیزوفرنی با افزایش سطح ناقل عصبی گلوتامات مرتبط است. از آنجایی که گلوتامات شایع‌ترین، سریع‌ترین و تحریک‌کننده‌ترین انتقال‌دهنده عصبی است، افزایش سطوح ممکن است منجر به دوره‌های روان‌پریشی مرتبط با اسکیزوفرنی شود. تغییرات اپی ژنتیکی که بر تعداد بیشتری از ژن ها تأثیر می گذارد، در مردان مبتلا به اسکیزوفرنی در مقایسه با زنان مبتلا به این بیماری، شناسایی شده است.
اختلال دوقطبی
شواهد دال بر تغییرات اپی ژنتیکی برای اختلال دوقطبی نامشخص است. در یک مطالعه هایپومتیلاسیون یک پروموتر ژن یک آنزیم لوب جلوی پیشانی (به عنوان مثال، کاتکول-O-متیل ترانسفراز یا COMT) را در نمونه های مغزی پس از مرگ افراد مبتلا به اختلال دوقطبی نشان داد. COMT آنزیمی است که دوپامین را در سیناپس متابولیزه می کند. این یافته ها نشان می دهد که هایپومتیلاسیون پروموتر منجر به بیان بیش از حد آنزیم می شود. به نوبه خود، این منجر به افزایش تخریب سطح دوپامین در مغز می شود. این یافته‌ها شواهدی را ارائه می‌دهند که اصلاح اپی ژنتیک در لوب جلوی مغز یک عامل خطر برای اختلال دوقطبی است.
اختلال افسردگی اساسی
علل اختلال افسردگی اساسی (MDD) از دیدگاه علوم اعصاب به خوبی درک نشده است. تغییرات اپی ژنتیکی که منجر به تغییرات در بیان گیرنده گلوکوکورتیکوئید و تأثیر آن بر سیستم استرس HPA می شوند در حال بررسی برای درک MDD است.بیشتر کارهای انجام شده روی مدل‌های حیوانی بر کاهش غیرمستقیم فاکتور نوروتروفیک مشتق از مغز (BDNF) با فعال‌سازی بیش از حد محور استرس متمرکز شده است. مطالعات بر روی مدل‌های مختلف افسردگی جوندگان، که اغلب شامل القای استرس است، مدولاسیون های اپی ژنتیکی مستقیم BDNF را نیز کشف کرده است. 
خودکشی
مطالعه ای روی مغز 24 نفری که با خودکشی جان خود را از دست دادند، 12 نفر از آنها سابقه کودک آزاری داشته و بقیه نداشتند، نشان داد که سطوح گیرنده گلوکوکورتیکوئید در قربانیان کودک آزاری کاهش یافته و به تغییرات اپی ژنتیکی مرتبط است.